# 82 d'Aquari
82 d'Aquari (82 Aquarii) és una estrella de la Constel·lació d'Aquari de magnitud aparent 6,18. Es tracta d'una estrella gegant vermella; posseeix una magnitud absoluta de -1,7 i la seva velocitat radial negativa indica que l'estrella s'acosta al sistema solar.
Es tracta d'una estrella situada a l'hemisferi celeste austral, molt a prop de l'equador celeste; el que comporta que pugui ser observada des de totes les regions habitades de la Terra, exceptuant el cercle polar àrtic. A l'hemisferi sud sembla circumpolar només en les àrees més internes de l'Antàrtida, sent de magnitud 6,2 no és visible a ull nu, però es pot observar amb binoculars petits. El millor període per a la seva observació és entre els mesos d'agost i desembre. El període de visibilitat és pràcticament el mateix en els dos hemisferis degut a la seva posició propera a l'equador celeste.